# Élisabeth de Fontenay
Élisabeth de Fontenay (1934) es una filósofa y ensayista francesa. 

## Trayectoria
Su nombre completo Élisabeth Bourdeau de Fontenay, pues es hija de Henri Bourdeau de Fontenay, gran resistente francés contra los nazis. Además, es judía por su madre, buena parte de cuya familia fue asesinada en Auschwitz.
Por ese recuerdo familiar, Élisabeth de Fontenay se ha mantenido cercana a la cultura judía, sin dejar de trabajar sobre autores enraizados en otros pensamientos y culturas. Hoy, preside la «Commission Enseignement de la Shoah» de la Fundación para la Memoria de la Shoah, y es miembro del comité de patronazgo de la asociación La paix maintenant para la promoción del movimiento israelita, Shalom Archav.
Profesora emérita de filosofía en la Université Paris 1 Panthéon-Sorbonne, Fontenay se interesó de antemano por Marx, a quien dedicó su obra Les Figures juives de Marx. Marx ans l'idéologie allemande (1973). 
En 1984, entregó un famoso libro sobre el materialismo de Diderot: Diderot ou le Matérialisme enchanté, que fue traducido en México. Diderot es un autor que ha hecho de contrapunto personal en sus dolorosas consideraciones sobre la culpa alemana del siglo XX. 
Pero ya aquí (dada la complejidad de Diderot, con sus análisis sobre los ciegos o los mudos) se interrogaba sobre las relaciones entre los hombres y los animales. Esta larga reflexión culminó con su magnum opus, Le Silence des bêtes, de 1998, libro sobre el interrogante de qué es lo "propio" del hombre. La obra va desde las concepciones sobre lo animal de los Presocráticos hasta nuestros días, pasando desde luego por Descartes y su hipótesis sobre el animal-máquina. Ha proseguido esta reflexión en obras ulteriores.
Entre los autores que la han influido en sus trabajos se cuentan pensadores como Vladimir Jankelevitch, que fue su maestro, Michel Foucault y Jacques Derrida.

## Obra
- Les Figures juives de Marx. Marx dans l'idéologie allemande, París, Galilée, 1973. ISBN 2-7186-0006-3
- Diderot ou le Matérialisme enchanté, París, Grasset, 2001. ISBN 2-246-23052-7, o 1981
- Con Jacques Proust (dir.), Interpréter Diderot aujourd'hui, Centre culturel international de Cerisy-la-Salle, Colloque 11-21 juillet 1983; París, Le Sycomore, 1984. ISBN 2-86262-231-1
- « La raison du plus fort », prólogo a Trois traités pour les animaux de Plutarco, trad. de Jacques Amyot, París, POL, 1992. ISBN 2-86744-197-8
- Le Silence des bêtes, la philosophie à l'épreuve de l'animalité, París, Fayard, 1998. ISBN 2-213-60045-7
- Con Alain Finkielkraut, Des hommes et des bêtes, Ginebra, S. Kaplun, Éditions du Tricorne. ISBN 2-8293-0219-2
- «Les bêtes dans la philosophie et la littérature», en Denis Müller y Hugues Poltier, La dignité de l'animal: Quel statut pour les animaux à l'heure des technosciences ?, col. «Le champ éthique», N°36, Labor et Fides, Genève, 2000, p.37-68. ISBN 2-8309-0995-X
- Les mille et une fêtes. Pourquoi tant de religions? Petite conférence sur les religions, París, Bayard, collection «Les petites conférences», 2005. ISBN 2-227-47527-7
- Quand un animal te regarde, con ilustraciones de Aurore Callias, París, Giboulées-Gallimard jeunesse, 2006. ISBN 2-07-057182-3
- Une tout autre histoire. Questions à Jean-François Lyotard, París, Fayard, 2006. En apéndice: «L'Europe, les juifs et le livre» / de Jean-François Lyotard, art. del diario Libération, 15-V-1990. ISBN 2-213-60610-2
- Sans offenser le genre humain. Réflexions sur la cause animale, París, Albin Michel, 2008. ISBN 978-2-226-17912-8
- Con Marie-Claire Pasquier, Traduire le parler des bêtes, París, L'Herne, 2008. ISBN 978-2-85197-696-3
- « L'abstraction du monde» en Regards sur la crise. Réflexions pour comprendre la crise… et en sortir, colectivo dirigido por Antoine Mercier con Alain Badiou, Miguel Benasayag, Rémi Brague, Dany-Robert Dufour, Alain Finkielkraut…,  París, Hermann, 2010.
- Actes de naissance, entrevistas con Stéphane Bou, París, Le Seuil, 2011.